# Скоттсдейл
Скоттсдейл (англ. Scottsdale) — місто (англ. city) в США, в окрузі Марікопа штату Аризона, східне передмістя Фінікса. Відомий вищокласний туристський й споживацький центр, — виставка західної американської культури. Населення — 241 361 особа (2020).

## Географія
Скоттсдейл розташований за координатами 33°40′7″ пн. ш. 111°49′25″ зх. д. / 33.66861° пн. ш. 111.82361° зх. д. (33.668727, -111.823682). За даними Бюро перепису населення США в 2010 році місто мало площу 477,58 км², з яких 476,35 км² — суходіл та 1,23 км² — водойми.

## Історія

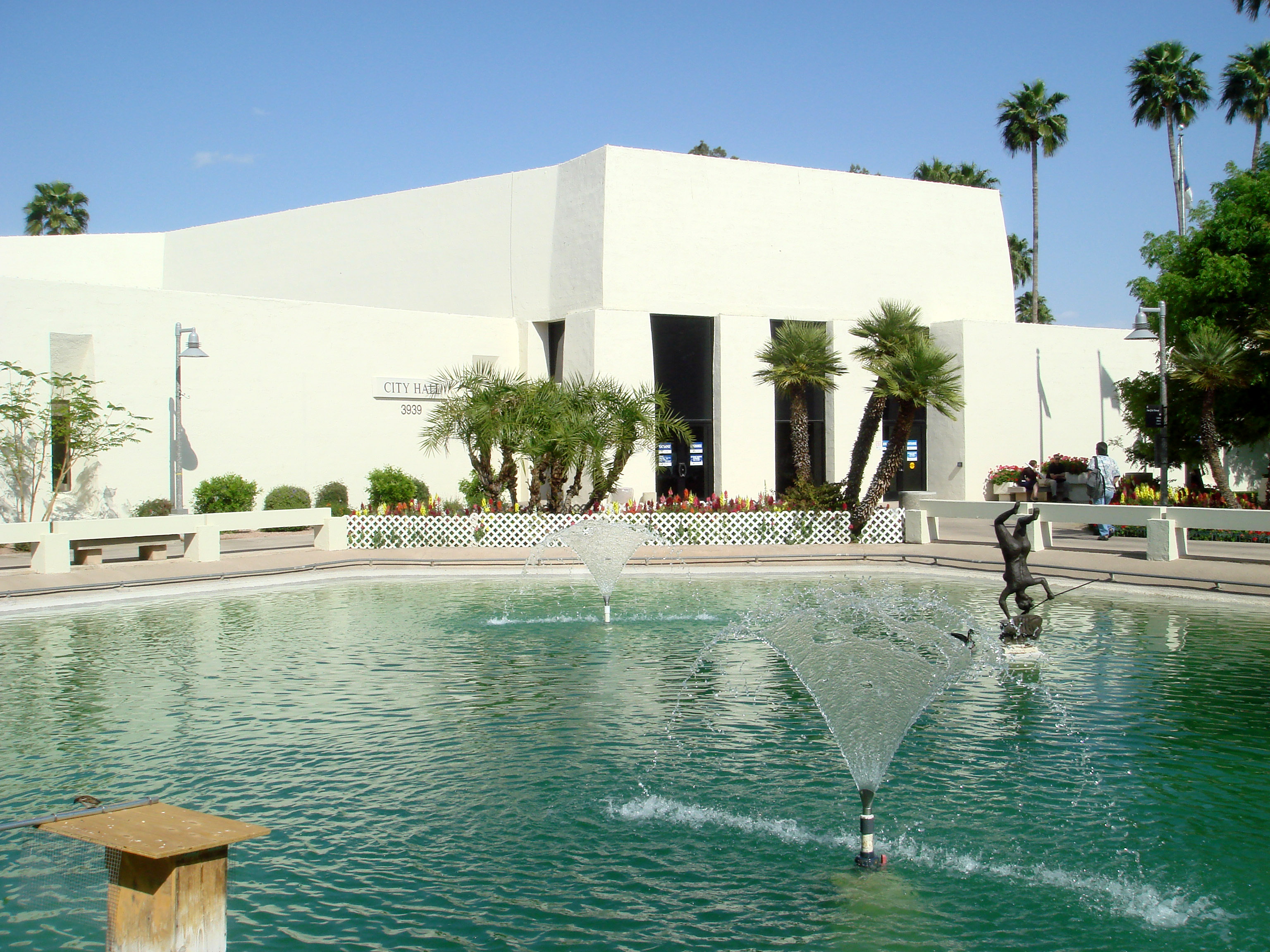
Скоттсдейлська мерія

Скоттсдейл є поселенням археологічної культури Хохокам, з часів якої був заселений. Люд культури Хохокам побудував приблизно 200 км зрошувальних каналів, що багато діють й дотепер. З 1400 року тут поселяється народ Піма, поселенням якого був Скоттсдейл під назвою Вашаї С-вашоньї.
Скоттсдейл є найбільшим містом ЗДА, що ніколи не мало залізниці.

## Культура і туризм

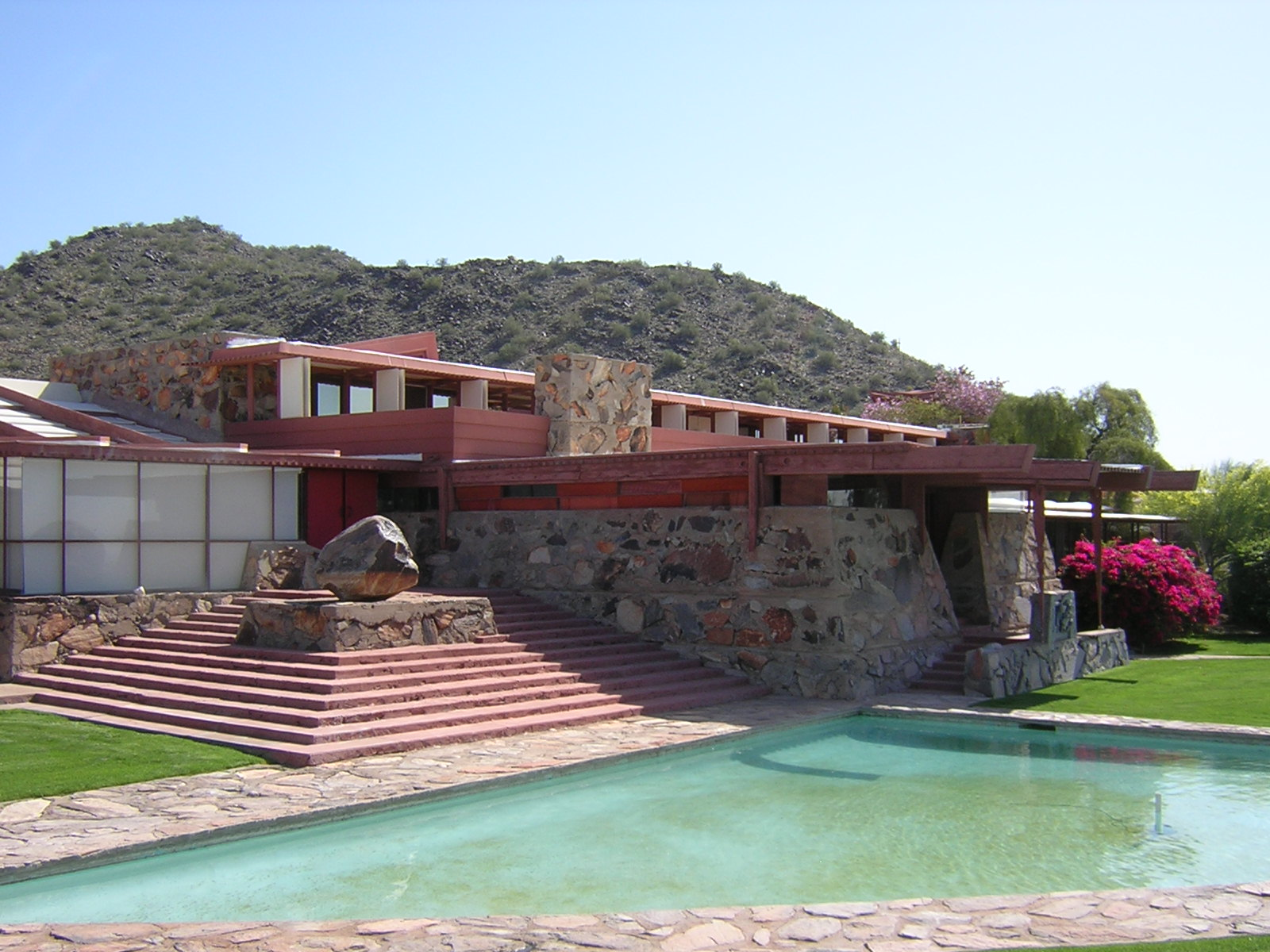
Талізин-Вест — зимовий будинок й школа архітектора Франка Ллойда Райта

Центр Скоттсдейла, наповнений нічними клубами, готелями, магазинами порівнюють з пустельною версією Південного пляжу Маямі.
Скоттсдейл є американським центром мистецтва. Тут розташовано понад 125 мистецьких галерей. Мистецький ринок поступається тільки Нью-Йорку й Санта-Фе. З 1999 року тут існує Скоттсдейлський музей сучасного мистецтва, що розміщений у центрі міста. Талізин-Вест — зимовий будинок й школа архітектора Франка Ллойда Райта у 1937—1959 роках є найвідвідуваною туристичною привабливістю Аризони, що розміщена на міському північному сході у підніжжя гір МакДовелл.
Скоттсдейл межує з Солоною річкою Піма-Марікопа індіанською громадою[уточнити], що володіє Казино Аризона у Скоттсдейлі й Токінг-Стик, що мають понад 2000 грошогральних автоматів й 100 гральних столів. У Токінг-Стиці побудований 15-поверховий курорт.
У Скоттсдейлі зупиняються на зимові тренування багато спортивних команд. Тут влаштовуються турніри по гольфу.
Туризм є головною галуззю господарства міста.

## Демографія
Згідно з переписом 2010 року, у місті мешкало 217 385 осіб у 101 273 домогосподарствах у складі 57 227 родин. Густота населення становила 455 осіб/км². Було 124001 помешкання (260/км²).
Расовий склад населення:
| - 89,3 % — білих - 3,3 % — азіатів - 1,7 % — чорних або афроамериканців - 0,8 % — корінних американців - 0,1 % — вихідців з тихоокеанських островів - 2,5 % — осіб інших рас |

До двох чи більше рас належало 2,3 %. Частка іспаномовних становила 8,8 % від усіх жителів.
За віковим діапазоном населення розподілялося таким чином: 17,8 % — особи молодші 18 років, 62,2 % — особи у віці 18—64 років, 20,0 % — особи у віці 65 років та старші. Медіана віку мешканця становила 45,4 року. На 100 осіб жіночої статі у місті припадало 93,3 чоловіків; на 100 жінок у віці від 18 років та старших — 91,4 чоловіків також старших 18 років.
Середній дохід на одне домашнє господарство становив 113 277 доларів США (медіана — 73 288), а середній дохід на одну сім'ю — 142 254 долари (медіана — 98 540). Медіана доходів становила 69 740 доларів для чоловіків та 50 873 долари для жінок. За межею бідності перебувало 9,5 % осіб, у тому числі 14,3 % дітей у віці до 18 років та 6,4 % осіб у віці 65 років та старших.
Цивільне працевлаштоване населення становило 116 280 осіб. Основні галузі зайнятості: освіта, охорона здоров'я та соціальна допомога — 22,3 %, науковці, спеціалісти, менеджери — 16,3 %, фінанси, страхування та нерухомість — 15,2 %.

### Клімат
| Клімат : Скоттсдейл                        | Клімат : Скоттсдейл | Клімат : Скоттсдейл | Клімат : Скоттсдейл | Клімат : Скоттсдейл | Клімат : Скоттсдейл | Клімат : Скоттсдейл | Клімат : Скоттсдейл | Клімат : Скоттсдейл | Клімат : Скоттсдейл | Клімат : Скоттсдейл | Клімат : Скоттсдейл | Клімат : Скоттсдейл | Клімат : Скоттсдейл |
| Показник                                   | Січ.                | Лют.                | Бер.                | Квіт.               | Трав.               | Черв.               | Лип.                | Серп.               | Вер.                | Жовт.               | Лист.               | Груд.               | Рік                 |
| Абсолютний максимум, °C                    | 30,6                | 33,3                | 37,2                | 40,6                | 44,4                | 50,0                | 47,8                | 48,3                | 45,0                | 42,2                | 35,0                | 29,4                | 50,0                |
| Середній максимум, °C                      | 20,6                | 22,8                | 25,6                | 30,0                | 35,0                | 39,4                | 40,6                | 39,4                | 37,8                | 31,7                | 25,6                | 20,0                | 30,7                |
| Середня температура, °C                    | 12,2                | 14,4                | 16,7                | 20,6                | 25,6                | 30,0                | 32,2                | 31,7                | 28,9                | 22,8                | 16,7                | 11,7                | 22,0                |
| Середній мінімум, °C                       | 3,9                 | 5,6                 | 7,8                 | 11,1                | 15,6                | 20,0                | 23,9                | 23,9                | 20,0                | 13,3                | 7,2                 | 3,3                 | 13,0                |
| Абсолютний мінімум, °C                     | −6,7                | −7,2                | −4,4                | −1,1                | 1,7                 | 7,2                 | 11,7                | 11,1                | 7,2                 | −3,3                | −5                  | −6,7                | −7,2                |
| Середня кількість сонячних годин на місяць | 257,3               | 259,9               | 319,3               | 354,0               | 399,9               | 408,0               | 378,2               | 359,6               | 330,0               | 310,0               | 255,0               | 244,9               | 3876                |
| Норма опадів, мм                           | 27                  | 30                  | 28                  | 7                   | 4                   | 1                   | 27                  | 35                  | 17                  | 16                  | 18                  | 28                  | 238                 |
| ------------------------------------------ | ------------------- | ------------------- | ------------------- | ------------------- | ------------------- | ------------------- | ------------------- | ------------------- | ------------------- | ------------------- | ------------------- | ------------------- | ------------------- |
| Джерело: Weather.com                       |                     |                     |                     |                     |                     |                     |                     |                     |                     |                     |                     |                     |                     |

## Виноски
1. ↑  Річний дохід на особу, яка працювала на повну ставку. Оцінка в доларах 2015 року.